# مارسانی-لا-کت
مارسانی-لا-کت (به فرانسوی: Marsannay-la-Côte) یک کمون در فرانسه با جمعیت ۵٬۱۲۷ نفر است که در Canton of Chenôve واقع شده‌است.